# فرانك ويلارد
فرانك ويلارد (بالإنجليزية: Frank Willard)‏ هو فنان قصص مصورة أمريكي، ولد في 21 سبتمبر 1893 في آنا في الولايات المتحدة، وتوفي في 12 يناير 1958 في لوس أنجلوس في الولايات المتحدة.